# Jay Litherland

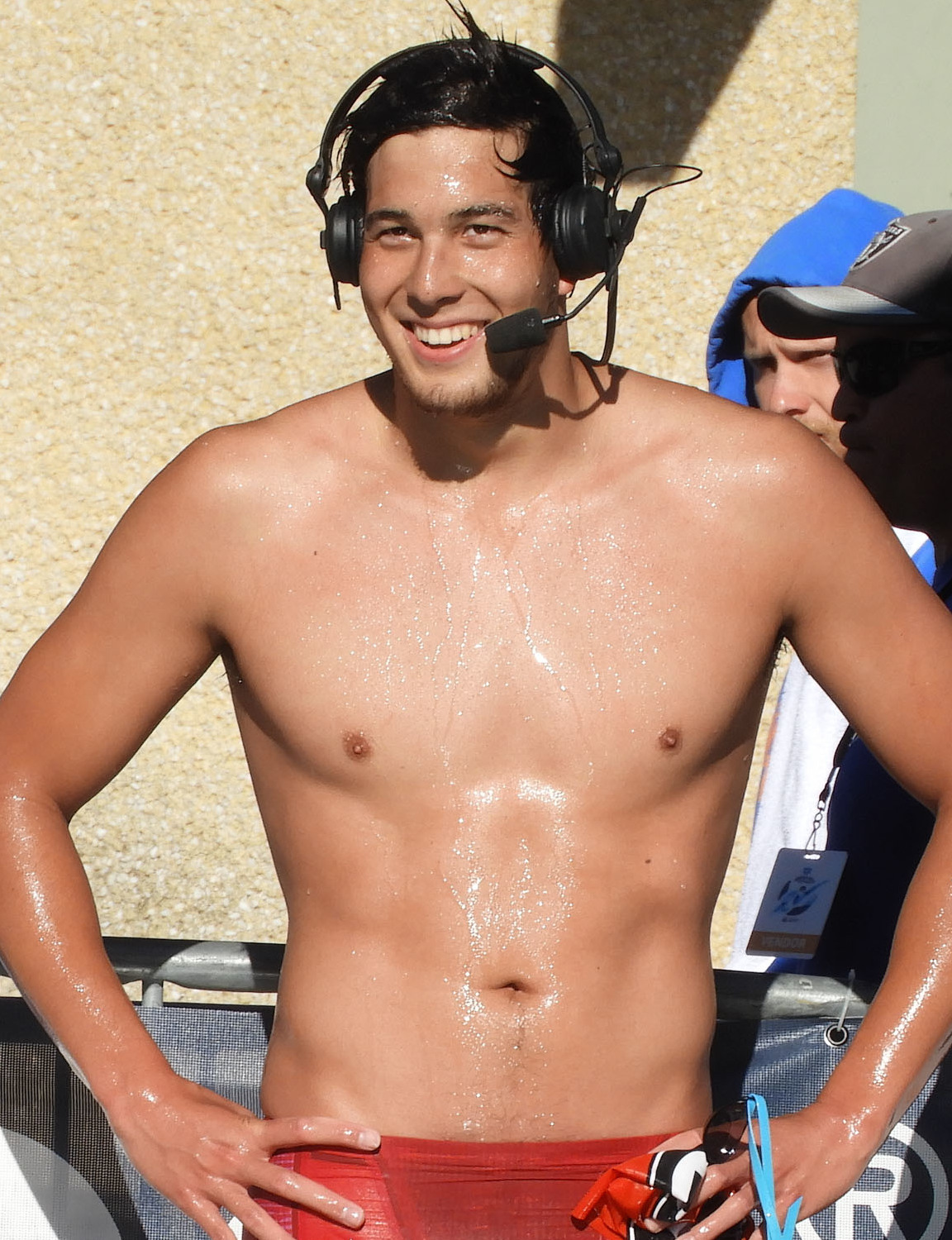
Jay Litherland (2017)

Jay Yutaka Litherland (* 24. August 1995 in Osaka) ist ein Schwimmer aus den Vereinigten Staaten. Er erhielt bei Olympischen Spielen eine Silbermedaille und bei Weltmeisterschaften eine Silber- und eine Bronzemedaille.

## Karriere
Jay Litherland wurde als Sohn eines Neuseeländers und einer Japanerin als Drilling geboren. Seine beiden Brüder waren ebenfalls als Schwimmer aktiv, reichten aber nicht an Jays Leistungsfähigkeit heran. Er besitzt die Staatsbürgerschaft der Vereinigten Staaten, Japans und Neuseelands. Bis 2014 besuchte er die Chattahoochee High School in Johns Creek, Georgia. Danach schwamm er bis zu seiner Graduierung 2018 für die Georgia Bulldogs, das Sportteam der University of Georgia in Athens. Er gehört dem Dynamo Swim Club in Johns Creek an.
Litherland nahm bereits 2012 an den US Olympic Trials teil und wurde 51. über 400 Meter Lagen sowie 76. über 400 Meter Freistil. Bei den Juniorenweltmeisterschaften 2013 wurde er Sechster über 400 Meter Lagen. 2015 siegte er bei der Universiade in Gwangju über 400 Meter Lagen. 2016 qualifizierte sich Litherland für die Teilnahme an den Olympischen Spielen in Rio de Janeiro. Über 400 Meter Lagen erreichte er das Finale mit der viertschnellsten Zeit. Im Endlauf wurde er Fünfter mit zwei Sekunden Rückstand auf die Bronzemedaille.
2017 bei den Weltmeisterschaften in Budapest erreichte die 4-mal-200-Meter-Freistilstaffel mit Conor Dwyer, Clark Smith, Jay Litherland und Zane Grothe den Endlauf mit der siebtbesten Vorlaufzeit. Im Finale waren Blake Pieroni, Townley Haas, Jack Conger und Zane Grothe über sechs Sekunden schneller als die Vorlaufstaffel und schlugen als Dritte hinter den Briten und den Russen an. Alle sieben beteiligten Schwimmer erhielten eine Bronzemedaille. Zwei Tage nach der Staffel fand der Wettbewerb über 400 Meter Lagen statt. Litherland wurde Fünfter mit fast drei Sekunden Rückstand auf den Drittplatzierten. Im Jahr darauf bei den Pan Pacific Swimming Championships 2018 in Tokio siegte Chase Kalisz aus den Vereinigten Staaten vor den beiden Japanern Kosuke Hagino und Daiya Seto. 0,27 Sekunden hinter Seto schlug Litherland als Vierter an. 2019 bei den Weltmeisterschaften in Gwangju gewann Seto den Weltmeistertitel mit 0,27 Sekunden Vorsprung vor Litherland, der drittplatzierte Neuseeländer Lewis Clareburt erreichte das Ziel fast drei Sekunden nach Litherland.
Nach dem durch die COVID-19-Pandemie bedingten Ausfall fast aller Meisterschaften im Jahr 2020 fanden erst 2021 die Olympischen Spiele in Tokio statt. Über 400 Meter Lagen schwamm der Australier Brendon Smith in 4:09,27 Minuten die schnellste Vorlaufzeit, Litherland legte die fünftbeste Zeit vor. Im Finale blieb nur Chase Kalisz unter der Zeit des Vorlaufachten und siegte vor Jay Litherland, eine Zehntelsekunde dahinter wurde Brendon Smith Dritter.
2022 wurde Litherland Sechster und 2023 Vierter der US-Meisterschaften über 400 Meter Lagen.